# 馬場義也
馬場 義也（ばば よしや、1888年（明治21年）10月22日 - 没年不詳）は、日本の内務官僚。神奈川県平塚市長。

## 経歴
岩手県盛岡市出身。1916年（大正5年）、東京帝国大学法科大学政治科を卒業し、高等文官試験に合格した。福井県属、同今立郡長、北海道庁理事官、同空知支庁長を歴任した。関東大震災後、帝都復興院事務官となり、のち復興局事務官、同地方事務官となった。
1927年（昭和2年）、山形県書記官・警察部長に転じ、さらに岐阜県書記官・警察部長、北海道庁部長・警察部長を務めた。
退官後の1933年（昭和8年）に平塚市長に選出された。
1935年（昭和10年）に退任した後は、大同映画株式会社社長を務めた。